# Dolomite
Ne doit pas être confondu avec Dolomie.
Pour les articles homonymes, voir Dolomite (homonymie).
La dolomite est un minéral constitué d'un carbonate de calcium et de magnésium, de formule chimique CaMg(CO3)2, avec des traces de Fe, Mn, Co, Pb et Zn. Une roche constituée à plus de 50 % de dolomite est une dolomie.

## Historique de la description et appellations

### Découverte et étymologie
La découverte de la dolomite est un cas particulièrement intéressant de sociologie des sciences. Sa découverte est attribuée par l'historiographie au minéralogiste suisse Horace-Bénédict de Saussure[réf. non conforme]. Il en fait l'analyse chimique en 1792 avec son fils Nicolas-Théodore[réf. incomplète], qui en est l'inventeur officiel. Or, dès 1791, un autre minéralogiste, le Français Déodat Gratet de Dolomieu, avait identifié un type de calcaire différent dans les Alpes tyroliennes. Nicolas-Théodore de Saussure, descendant d'une célèbre famille de géologues suisses, et par conséquent très bien inséré dans les cercles scientifiques de l'époque, nomma cette nouvelle roche en sa mémoire. En fait, le dépôt de dolomite de Dolomieu avait été découvert douze ans plus tôt par un minéralogiste-métallurgiste toscan, Giovanni Arduino (1713 – 1795). Alors que Dolomieu et Saussure avaient tous deux analysé la dolomite comme étant riche en aluminium, Arduino l'avait pour sa part identifiée à du calcaire de magnésium. En outre, il formula immédiatement l'hypothèse fondamentale qui rend compte encore aujourd'hui de la formation de cette roche : la substitution du calcium par le magnésium dans le calcaire ordinaire. « Les sédiments de dolomite doivent être le résultat d'une réaction chimique au fond de l'océan ».

## Topotype
Deux localisations sont données pour cette découverte : 
Autriche
- Stubaier Alps, à l'ouest du col Brenner, entre Salzbourg et Sterzing, Tyrol.

Italie
- Vipiteno, Valle Isarco, Bolzano, Trentino-Alto Adige.

### Synonymie
- chaux carbonatée aluminifère (René Just Haüy 1801)[7]
- chaux carbonatée magnésifère (René Just Haüy 1801)[7]
- chaux carbonatée lente (Brongniart)[8]
- codazzite (Codazzi 1927) : désigne une dolomite très pure trouvée à Muzo en Colombie [9],[10][réf. incomplète].
- lucullane (Breithaupt) : dolomite massive avec des traces de bitume d'Osterode dans le Hartz Saxe[11]
- magnésiocalcite[12]
- magnésiodolomite (Windcell 1927)[13][réf. incomplète]
- miémite (Thompson) Décrite d'après des échantillons de Miemo en Toscane dont Thompson s'est inspiré pour le nom de cette espèce qu'il croyait nouvelle[14].
- muricalcite (Kirwan) [15]
- picrite (Blumenbach) [16]
- spath magnésien (Delamétherie 1792)[17]
- spath perlé[18]
- tharandite (Freiesleben 1820)[19][réf. incomplète], décrite sur des échantillons de Schwansdorff dans la vallée de Tharand en Saxe

## Caractéristiques physico-chimiques

### Critères de détermination
Pour reconnaître la dolomite de la calcite, le test à l'acide acétique ou à l'HCl très dilué est le plus rapide. La calcite fait effervescence, et pas la dolomite. Attention toutefois, car ce test est valable à froid (température ambiante). Lorsque la température dépasse 40 à 50 °C, la dolomite peut réagir à l'HCl faiblement concentré.

### Variétés et mélange
Variétés
- brossite : Variété de dolomite riche en fer avec parfois plus de 10 % de FeCO3, initialement trouvée à la mine de Brosso et Cálea, Lessolo / Brosso, pays Canavais, province de Turin, Piémont, Italie.

Synonymie
Normal-ankerite 
sidérocalcite (Kirwan)
- cobalto-dolomite : variété riche en cobalt, de formule (Ca,Mg,Co)CO3. Trouvée en République tchèque à Příbram [22], mais aussi au Zaïre à Kolwezi[23][réf. incomplète], et à Tsumeb en Namibie[24].
- conite (Schumacher 1801)[25][réf. incomplète] : variété de dolomite riche en magnésium, connue notamment au Montana aux États-Unis et de formule (Ca,Mg)Mg(CO3)2.
- dolomite zincifère : variété de dolomite riche en zinc, de formule Ca(Mg,Zn)(CO3)2[26].

Synonymie
zinc-dolomite
- ferrodolomite (Ferroan Dolomite des anglosaxons) : variété riche en fer de dolomite, difficile à différencier de l'ankérite sans analyse minérale, extrêmement fréquente dans le monde.
- greinerite : variété de dolomite riche en manganèse, décrite à Großer Greiner, Zemmgrund (de), Zillertal, Tyrol autrichien, qui a inspiré le nom du minéral. Les échantillons-types ont été perdus[27].
- téruélite ou teruélite : variété de dolomite décrite par le géologue et ingénieur minier espagnol Amalio Maestre e Ibáñez en 1845, sur des échantillons de cerro del Calvario, Teruel, Aragon, Espagne [28].
- gurhofite (Karsten 1807) : variété de dolomite microcristaline initialement trouvée à Gurhof, Aggsbach Dorf, Dunkelstein, Basse-Autriche, qui a inspiré son nom[29][réf. incomplète].

Synonymie
geldolomite
gurhofian
protodolomite
- manganodolomite (Eisenhuth 1902) : variété de dolomite riche en manganèse[30][réf. incomplète]
- plumbodolomite (Siegl 1936) : variété de dolomite riche en plomb[31]
- taraspite : variété de dolomite rubanée avec des traces de nickel et de fer découverte à Tarasp, Schuls, Engadin, Grisons en Suisse, le topotype a inspiré le nom[32].

Mélange
- magnocalcite (synonyme de dolomitic-calcite des anglo-saxons) : mélange de calcite et de dolomite[33][réf. incomplète].

### Cristallochimie
- Elle forme une série avec l'ankérite et une avec la kutnohorite. Les ions magnésium de la dolomite peuvent être remplacés par des ions Fe2+. Il existe probablement une solution solide continue entre la dolomite et l'ankérite (qui contient également du manganèse). Le terme « dolomite » est réservé aux échantillons ayant un rapport Mg2+/Fe2+ > 4, « ankérite » à ceux ayant rapport Mg2+/Fe2+ < 4.[réf. nécessaire]
- La dolomite est le chef de file d'un groupe de minéraux isostructuraux qui porte son nom.

Groupe de la dolomite
Le groupe de la dolomite est composé de minéraux de formule générale AB(CO3)2 où  A peut être une atome de calcium, de baryum et ou de strontium. B  peut être le fer, le magnésium, le zinc et ou le manganèse, avec la même structure cristalline.
- Ankérite Ca(Fe, Mg, Mn)(CO3)2
- Benstonite (Ba, Sr)6(Ca, Mn)6Mg(CO3)13
- Dolomite CaMg(CO3)2
- Huntite CaMg3(CO3)4
- Kutnohorite Ca(Mn, Mg, Fe)(CO3)2
- Minrecordite CaZn(CO3)2
- Norséthite BaMg(CO3)2
- Les borates nordenskiöldine et tusionite sont isostructuraux aux minéraux du groupe de la dolomite.

### Cristallographie
[réf. nécessaire]

### Propriétés physiques
- Ce minéral présente les propriétés de luminescence, fluorescence, et triboluminescence.

## Gîtes et gisements

### Gîtologie et minéraux associés
GîtologieC'est un minéral commun, présent dans de nombreux filons dans les terrains sédimentaires. Il se rencontre aussi dans les filons hydrothermaux. Il est aussi présent dans certaines météorites.
Minéraux associés
D'après The Handbook of Mineralogy
- Filons hydrothermaux : barite, calcite, fluorite, sidérite, quartz, les sulfures.
- Sédimentaire : calcite, célestine, gypse, quartz.
- Métamorphisme : calcite, diopside, forstérite, magnésite, magnétite, serpentine, talc, trémolite, wollastonite.
- Carbonatites : ankérite, apatite, calcite, sidérite.

## Galerie France

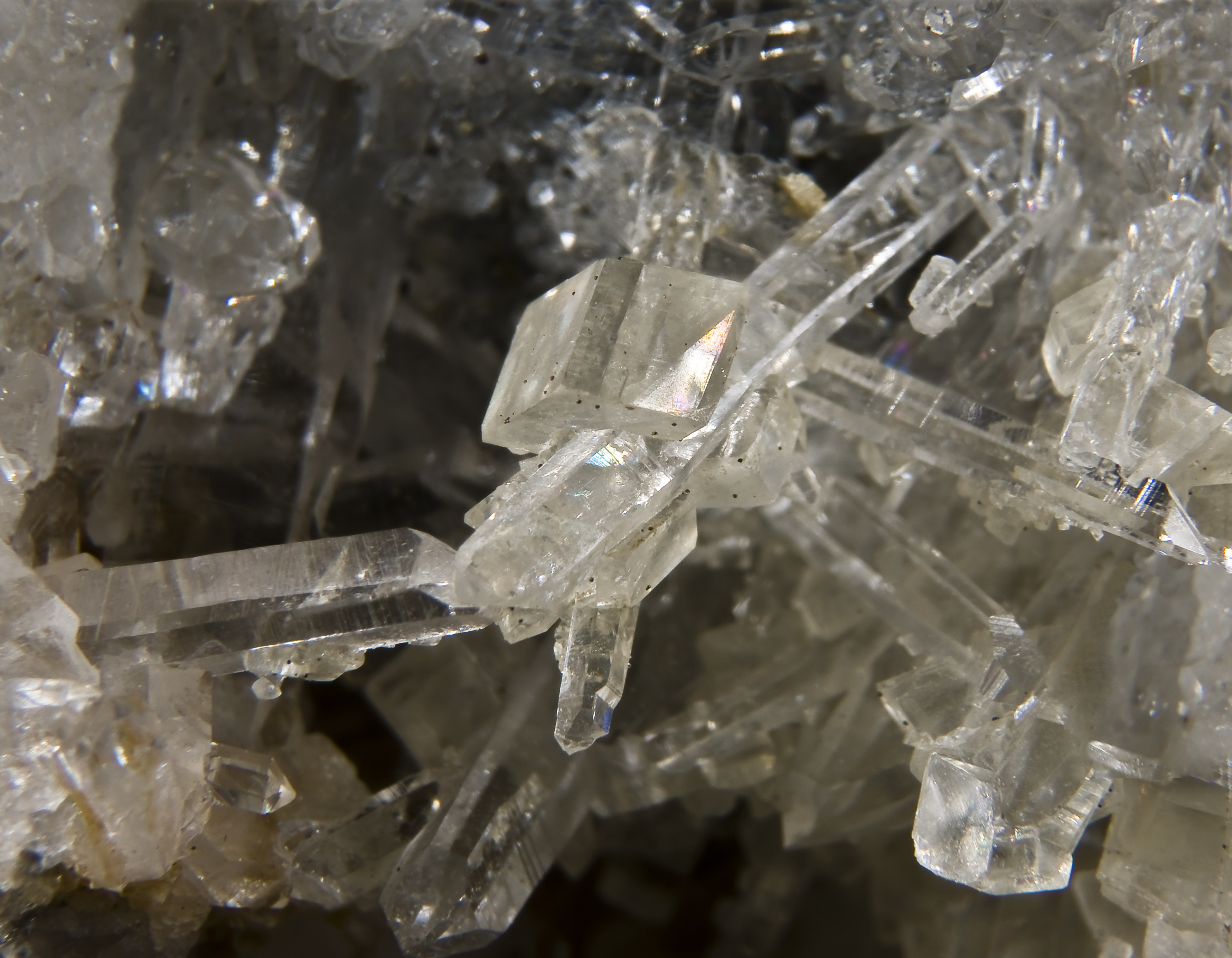
Dolomite et quartz. La Mure, Isère (XX4,6mm)
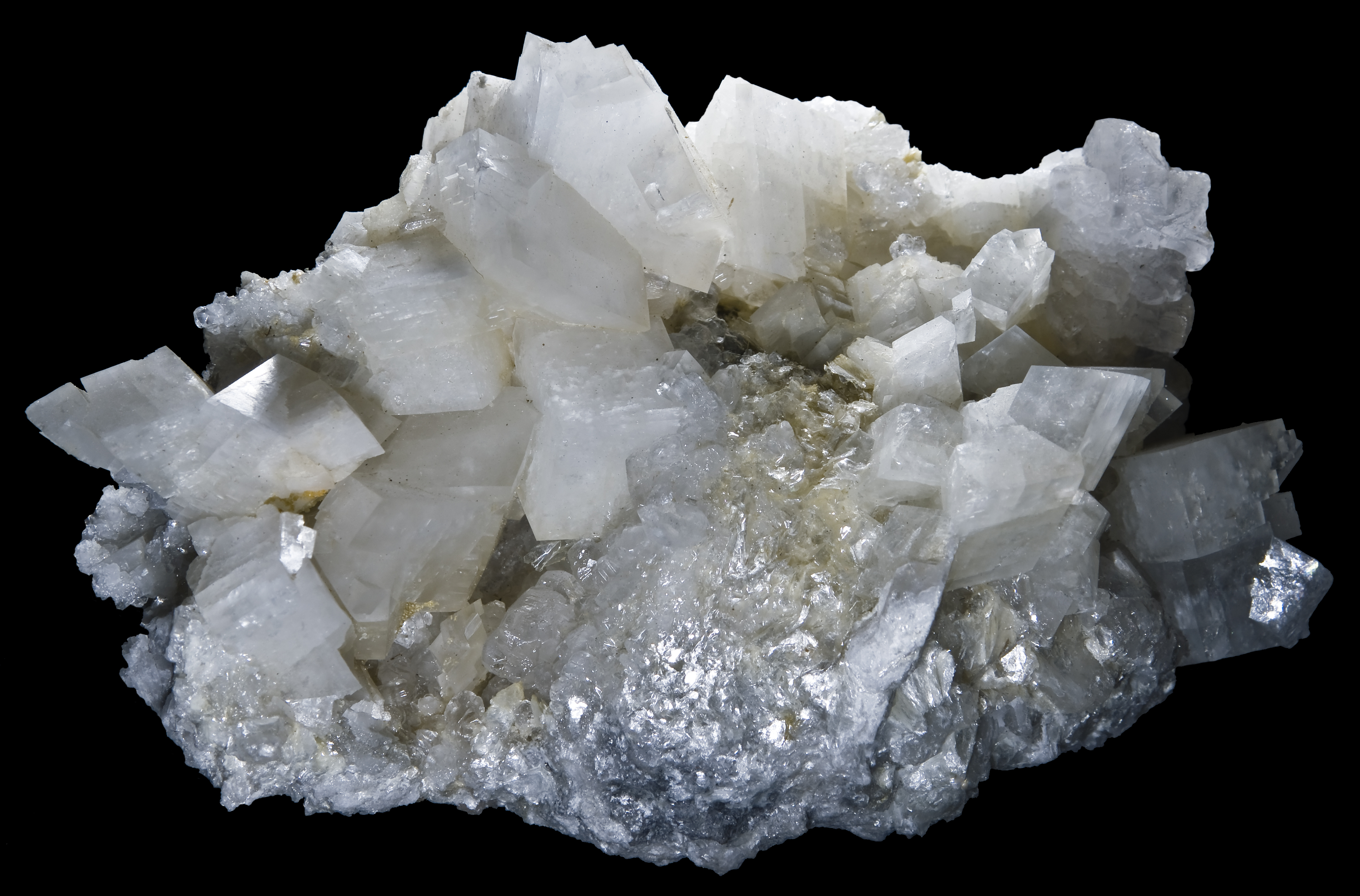
Dolomite et talc. Carrière de Trimouns, Luzenac, Ariège 10 × 6,2 cm

## Galerie Monde

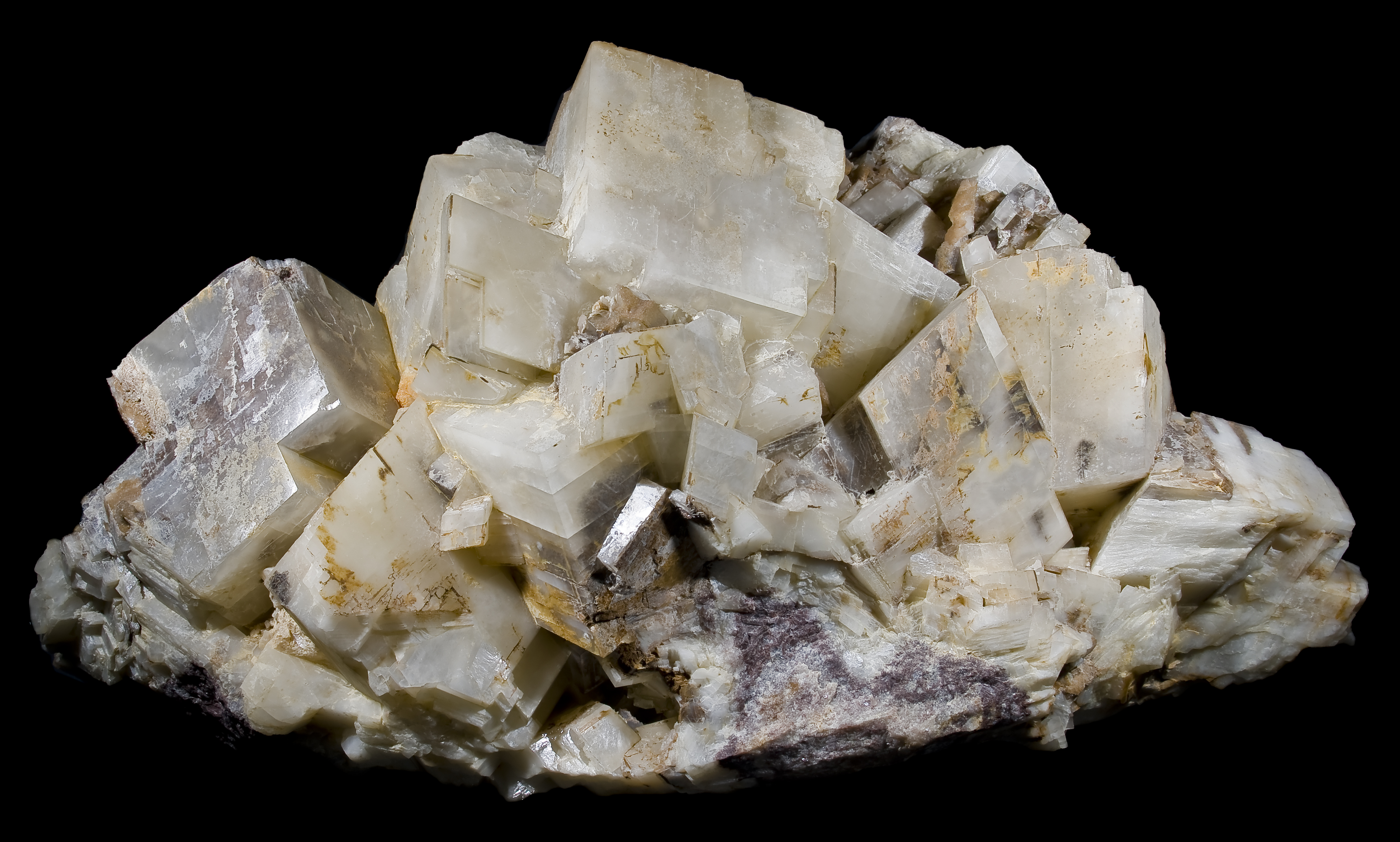
Dolomite. Eugi, Navarre, Espagne (31 × 17 cm)
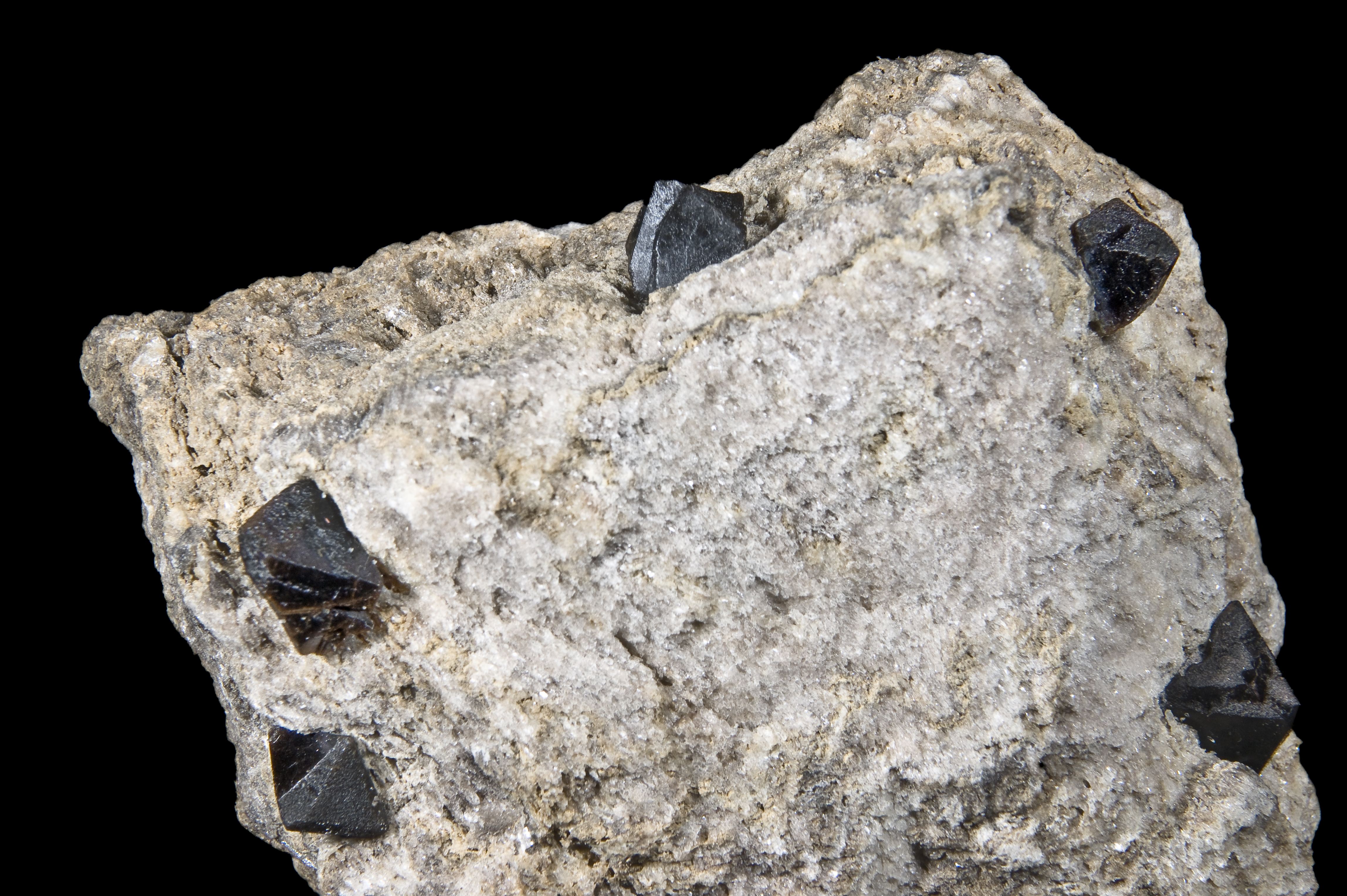
Teruelite. Teruel, Aragon, Espagne XX8mm
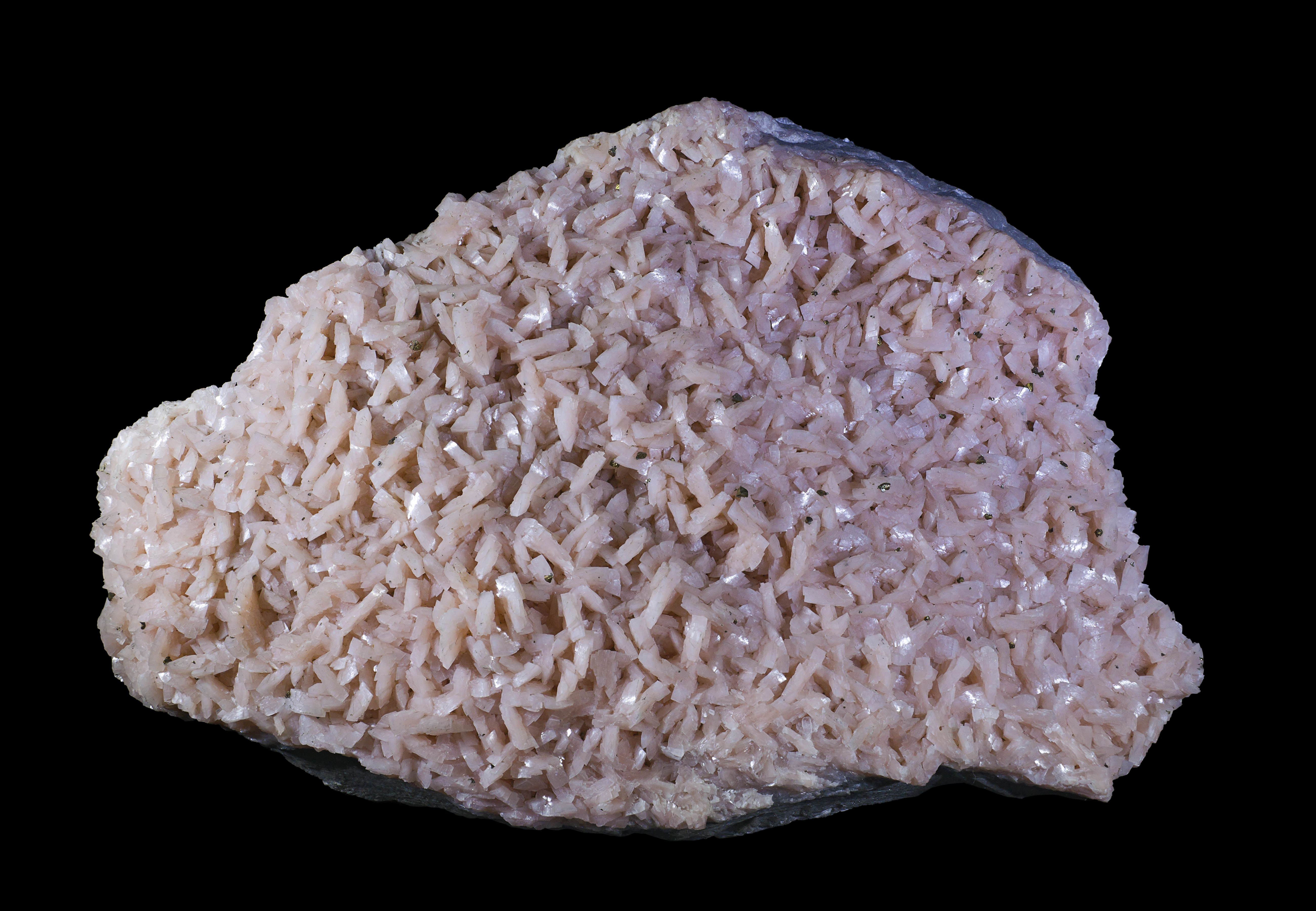
Dolomite rose, cristaux en selle[Quoi ?]. Arkansas (24 x 16 cm)

### Gisements producteurs de spécimens remarquables
Espagne
- Carrière Azcárate, Eugui, Esteribar,Navarre (Cristaux remarquables)[36].

États-Unis
- Ben Hogan Quarry (Black Rock Quarry), Black Rock, Comté de Lawrence, Arkansas[37]

France
- Carrière de talc de Trimouns, à Luzenac (Ariège)[38]
- Peisey-Nancroix en Savoie
- La Mure en Isère

Italie
- Brosso et Traversella (Traverselle) dans les Dolomites

## Exploitation des gisements
Utilisations
- Pour les revêtements des fours de fusion et de calcination.
- Charges pour les peintures et plastiques
- Sous forme broyée dans des produits d'amendement, dans l'industrie du verre, de l'acier, de la céramique
- Production de sels de magnésium (portée à 1100-1200 °C, la décarbonatation de la dolomite oxyde de magnésium MgO et de calcium CaO)[39].